# Palleville
Palleville ist eine französische Gemeinde mit 447 Einwohnern (Stand: 1. Januar 2022) im Département Tarn in der Region Okzitanien. Sie gehört zum Kanton Le Pastel und zum Arrondissement Castres. Sie gehört zum Arrondissement Castres und ist Mitglied im Gemeindeverband Communauté de communes Aux sources du Canal du Midi. Die Bewohner werden Pallevillois und Pallevilloises genannt.

## Geografie

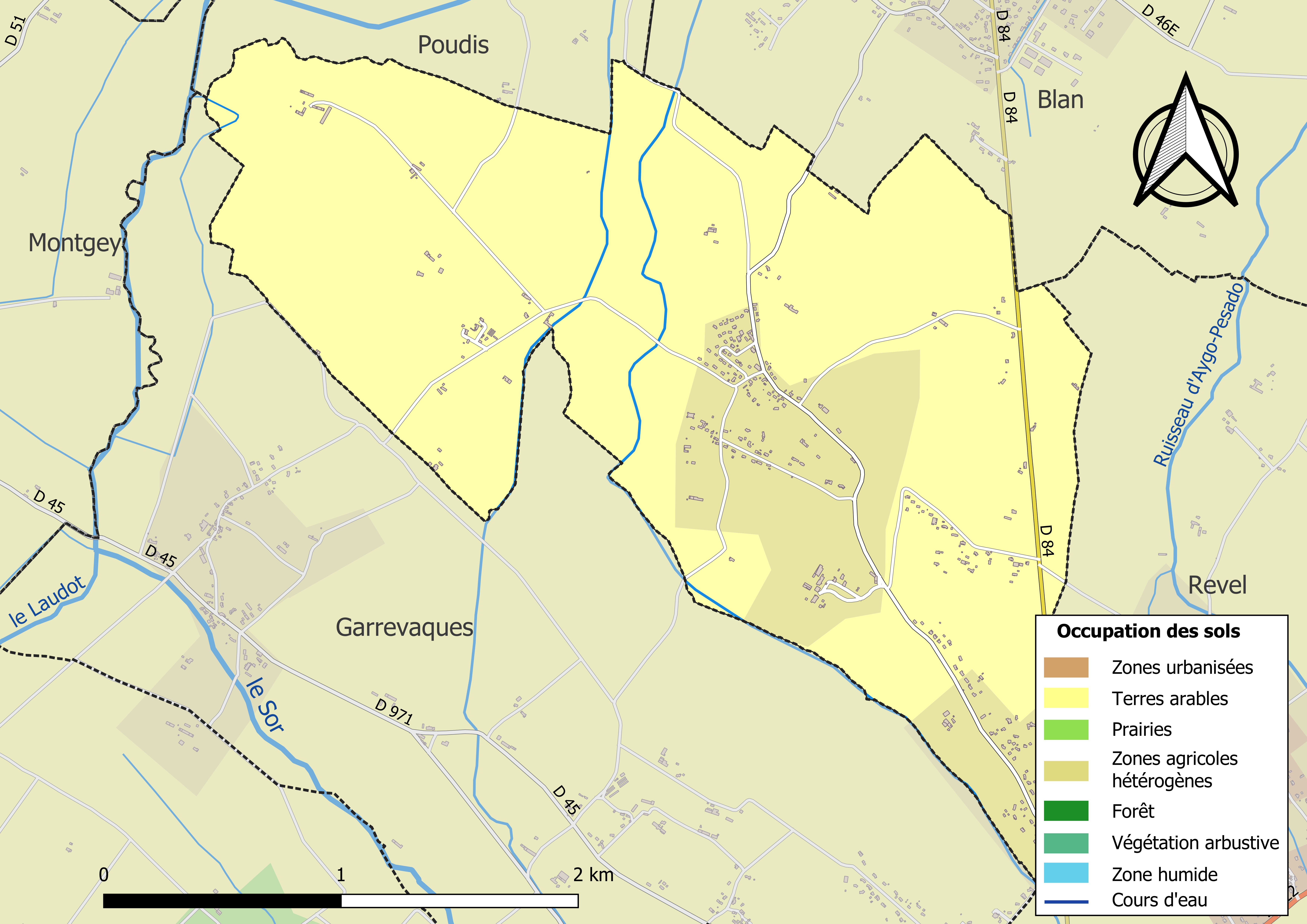
Bodennutzung, Hydrografie und Infrastruktur der Gemeinde (2018)

Palleville befindet sich in der historischen Landschaft des Lauragais am südlichen Rand des Départements an der Grenze zum benachbarten Département Haute-Garonne, etwa 43 Kilometer nordwestlich von Carcassonne und etwa 46 Kilometer ostsüdöstlich von Toulouse.
Das Gebiet von Palleville befindet sich im Einzugsgebiet der Garonne und wird von verschiedenen kleineren Bächen entwässert, die das Gemeindegebiet durchströmen. Nahezu die gesamte Fläche der Gemeinde wird landwirtschaftlich genutzt.
Nachbargemeinden von Palleville sind Poudis im Nordwesten, Blan im Norden, Revel (Haute-Garonne) im Südosten und Garrevaques im Südwesten.

## Bevölkerungsentwicklung

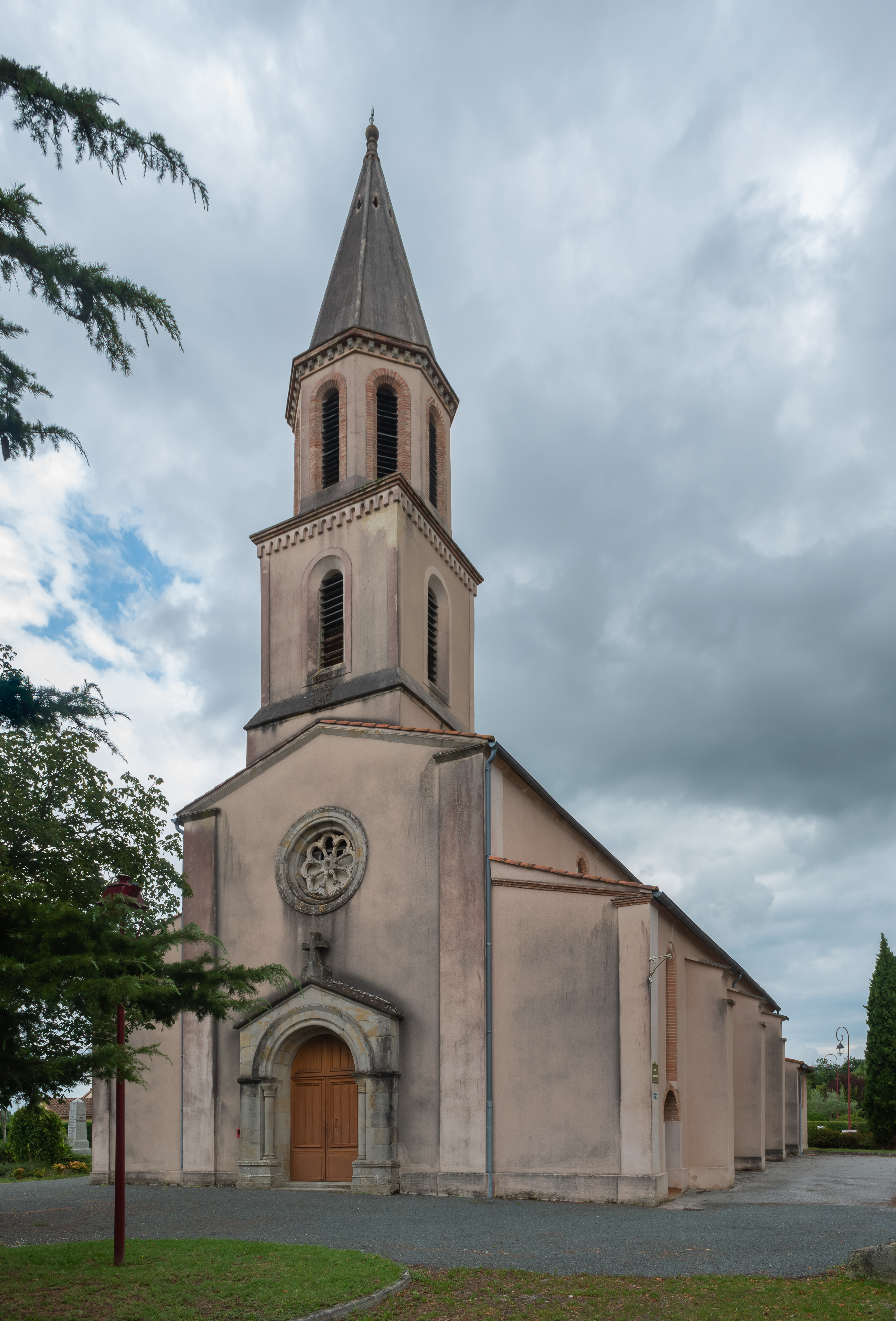
Kirche Saint-Martin

| Palleville: Einwohnerzahlen von 1793 bis 2020                                                                              | Palleville: Einwohnerzahlen von 1793 bis 2020 | Palleville: Einwohnerzahlen von 1793 bis 2020 | Palleville: Einwohnerzahlen von 1793 bis 2020 | Palleville: Einwohnerzahlen von 1793 bis 2020 |
| --- | --------------------------------------------- | --------------------------------------------- | --------------------------------------------- | --------------------------------------------- |
| Jahr |                                               |                                               |                                               | Einwohner                                     |
| 1793 | 1793                                          |                                               | 207                                           | 207                                           |
| 1800 | 1800                                          |                                               | 448                                           | 448                                           |
| 1806 | 1806                                          |                                               | 354                                           | 354                                           |
| 1821 | 1821                                          |                                               | 337                                           | 337                                           |
| 1831 | 1831                                          |                                               | 284                                           | 284                                           |
| 1836 | 1836                                          |                                               | 389                                           | 389                                           |
| 1841 | 1841                                          |                                               | 381                                           | 381                                           |
| 1846 | 1846                                          |                                               | 376                                           | 376                                           |
| 1851 | 1851                                          |                                               | 365                                           | 365                                           |
| 1856 | 1856                                          |                                               | 367                                           | 367                                           |
| 1861 | 1861                                          |                                               | 370                                           | 370                                           |
| 1866 | 1866                                          |                                               | 368                                           | 368                                           |
| 1872 | 1872                                          |                                               | 357                                           | 357                                           |
| 1876 | 1876                                          |                                               | 332                                           | 332                                           |
| 1881 | 1881                                          |                                               | 344                                           | 344                                           |
| 1886 | 1886                                          |                                               | 349                                           | 349                                           |
| 1891 | 1891                                          |                                               | 343                                           | 343                                           |
| 1896 | 1896                                          |                                               | 316                                           | 316                                           |
| 1901 | 1901                                          |                                               | 300                                           | 300                                           |
| 1906 | 1906                                          |                                               | 273                                           | 273                                           |
| 1911 | 1911                                          |                                               | 294                                           | 294                                           |
| 1921 | 1921                                          |                                               | 287                                           | 287                                           |
| 1926 | 1926                                          |                                               | 269                                           | 269                                           |
| 1931 | 1931                                          |                                               | 251                                           | 251                                           |
| 1936 | 1936                                          |                                               | 247                                           | 247                                           |
| 1946 | 1946                                          |                                               | 204                                           | 204                                           |
| 1954 | 1954                                          |                                               | 251                                           | 251                                           |
| 1962 | 1962                                          |                                               | 245                                           | 245                                           |
| 1968 | 1968                                          |                                               | 232                                           | 232                                           |
| 1975 | 1975                                          |                                               | 254                                           | 254                                           |
| 1982 | 1982                                          |                                               | 212                                           | 212                                           |
| 1990 | 1990                                          |                                               | 256                                           | 256                                           |
| 1999 | 1999                                          |                                               | 273                                           | 273                                           |
| 2006 | 2006                                          |                                               | 377                                           | 377                                           |
| 2013 | 2013                                          |                                               | 455                                           | 455                                           |
| 2020 | 2020                                          |                                               | 440                                           | 440                                           |
| Quelle(n): EHESS/Cassini bis 1999, INSEE ab 2006 Anmerkung(en): Ab 1962 offizielle Zahlen ohne Einwohner mit Zweitwohnsitz |                                               |                                               |                                               |                                               |

## Sehenswürdigkeiten
- Das Schloss Lastouzeilles wird in Texten aus dem 15. Jahrhundert erwähnt. Teilweiser Wiederaufbau Ende des 16.-Anfangs des 17. Jahrhunderts nach einer Belagerung. Restaurierung und Dekoration im 18. Jahrhundert, neue Anbringungen im 19. Jahrhundert. Das Schloss ist in Teilen seit 1999 als Monument historique eingeschrieben.
- Kirche Saint-Martin

## Verkehr
Die Departementsstraße 84 von Revel nach Puylaurens durchquert das östliche Gebiet der Gemeinde von Süd nach Nord. Ansonsten stellen die nachrangige Departementsstraße 44 und lokale Landstraßen Verbindungen der Weiler innerhalb der Gemeinde und zu Nachbargemeinden her.